# أولاد الصغير (أولاد الصغير)
أولاد الصغير هي إحدى مشيخات المملكة المغربية، تتبع جغرافيا لإقليم سطات وإداريًا لأولاد الصغير. يقدر عدد سكانها بـ 9996 نسمة حسب الإحصاء الرسمي للسكان والسكنى لسنة 2004.